# كاغلو غوزلو
كاغلو غوزلو هي قرية في مقاطعة كليبر، إيران. عدد سكان هذه القرية هو 348 في سنة 2006.